# Harry Brown (écrivain)
Pour les articles homonymes, voir Harry Brown et Brown.
Harry Brown, de son vrai nom Harry Peter McNab Brown, Jr., est un écrivain et un scénariste américain né le 30 avril 1917 à Portland (Maine) et mort le 2 novembre 1986 à Los Angeles (Californie).

## Biographie
Harry Brown fait ses études à l'Université Harvard, mais la quitte avant son diplôme. Il écrit alors de la poésie et travaille pour Time Magazine et le New Yorker,. Il publie en 1941 The Poem of Bunker Hill, un poème épique de 158 pages qui lui attire les louanges de la critique, et un roman, The End of a Decade.
Brown s'engage dans l'armée en juillet 1941 et en 1942 il rejoint l'équipe du magazine de l'armée Yank où il écrit sous un pseudonyme,. Il écrit aussi une pièce A Sound of Hunting, qui sera portée à l'écran sous le titre Huit Hommes de fer (Eight Iron Men). Lewis Milestone lui demande de venir à Hollywood comme scénariste, ce qu'il fera jusqu'à la fin des années 1960.
Il prend alors sa retraite et vit quelques années au Mexique, avant de revenir en Californie,.
En 2001, il sera crédité comme scénariste pour Ocean's Eleven, le film de Steven Soderbergh, remake du film L'Inconnu de Las Vegas (Ocean's Eleven) de Lewis Milestone.

## Littérature

### Romans
- 1943 : It's A Cinch, Private Finch!, Ed. Whittlesey House, McGraw-Hill Book Company, inc.
- 1944 : A Walk in the Sun
- 1945 : Artie Greengroin, Pfc, Ed. Knopf
- 1960 : The Stars In Their Courses, Ed. Alfred A Knopf
- 1968 : A Quiet Place To Work, Ed. Knopf
- 1973 : The Wild Hunt, Ed. Harcourt Brace Jovanovich  (ISBN 9780151967209).

### Poésie
- 1940 : The End of a Decade, Ed. New Directions
- 1941 : The Poem of Bunker Hill, Ed. Charles Scribner's Sons
- 1943 : The Violent: New Poems, Ed. New Directions
- 1949 : The Beast in his Hunger: Poems, Ed. A.A. Knopf

## Filmographie

### Cinéma
- 1945 : Le Commando de la mort (A Walk in the Sun) de Lewis Milestone
- 1947 : L'Orchidée blanche (The Other Love) d'André de Toth
- 1948 : Le Réveil de la sorcière rouge (Wake of the Red Witch) d'Edward Ludwig
- 1948 : Arc de triomphe (Arch of Triumph) de Lewis Milestone
- 1949 : Iwo Jima (Sands of Iwo Jima) d'Allan Dwan
- 1949 : L'Homme de la tour Eiffel (The Man on the Eiffel Tower) de Burgess Meredith
- 1950 : Le Fauve en liberté (Kiss Tomorrow Goodbye) de Gordon Douglas
- 1951 : Une place au soleil (A Place in the Sun) de George Stevens
- 1951 : Fort Invincible (Only the Valiant) de Gordon Douglas
- 1951 : Quand les tambours s'arrêteront (Apache Drums) d'Hugo Fregonese
- 1952 : Eight Iron Men d'Edward Dmytryk
- 1952 : L'Homme à l'affût (The Sniper) d'Edward Dmytryk
- 1952 : Les clairons sonnent la charge (Bugles in the Afternoon) de Roy Rowland
- 1953 : La Perle noire (All the Brothers Were Valiant) de Richard Thorpe
- 1955 : Le Seigneur de l'aventure (The Virgin Queen) d'Henry Koster
- 1955 : L'Aventure fantastique (Many Rivers to Cross) de Roy Rowland
- 1956 : Le Temps de la colère (Between Heaven and Hell) de Richard Fleischer
- 1956 : Au sixième jour (D-Day the Sixth of June) d'Henry Koster
- 1958 : Le Tueur au visage d'ange (The Fiend Who Walked the West) de Gordon Douglas
- 1958 : En patrouille (The Deep Six) de Rudolph Maté
- 1960 : L'Inconnu de Las Vegas (Ocean's Eleven) de Lewis Milestone
- 1965 : Three Weeks of Love de William E. Brusseau
- 1966 : El Dorado d'Howard Hawks
- 2001 : Ocean's Eleven de Steven Soderbergh

### Télévision
- 1954-1955 : Lux Video Theatre (2 épisodes)
- 1958 : La Grande Caravane (1 épisode)
- 1959 : The Third Man (1 épisode)
- 1960 : Five Fingers (1 épisode)
- 1962 : Ben Casey (1 épisode)
- 1962 : The DuPont Show of the Week (1 épisode)
- 1963 : Combat ! (1 épisode)
- 1965 : Diamond Jim: Skulduggery in Samantha (téléfilm)
- 1965-1966 : Bob Hope Presents the Chrysler Theatre (2 épisodes)

## Distinctions

### Récompenses
- 1938/1939 : Shelley Memorial Award
- Oscars du cinéma 1952 : Oscar du meilleur scénario adapté pour Une place au soleil
- Writers Guild of America Awards 1952 : Meilleur scénario dramatique pour Une place au soleil

### Nominations
- Oscars du cinéma 1950 : Oscar du meilleur scénario original pour Iwo Jima
- Writers Guild of America Awards 1961 : Meilleur scénario de comédie pour L'Inconnu de Las Vegas